# Konstantina av Bysans
 Konstantina av Bysans, född cirka 560, död cirka 605, var en bysantinsk kejsarinna, gift med kejsar Maurikios. Hon var dotter till kejsar Tiberios II och Ino Anastasia.

## Biografi
Konstantinas far var en ämbetsman som år 574 hade valts ut av kejsarinnan Sophia att samregera med henne och efterträda hennes psykiskt sjuke och barnlöse man. Konstantinas far blev då medregent och hon och hennes syster Charito blev medlemmar av kejsarhuset. Sophia, som planerade att gifta sig med Tiberios, vägrade hans hustru och döttrar tillträde till kejsarpalatset och förbjöd hovdamerna att besöka dem. Så småningom lämnade Ino Anastasia Konstantinopel och bosatte sig i Daphnudium, dit hon förmodas ha tagit med sig sina döttrar.
I september år 578 blev hennes far Tiberios officiellt förklarad som medkejsare och 5 oktober 578 avled hans medkejsare. Kejsarinnan Sophia föreslog Tiberios ett äktenskap med henne eller hennes dotter Arabia, men Tiberios vägrade. I stället lät han i hemlighet hämta sin fru och sina döttrar till Konstantinopel med båt och utropade sin fru Ino Anastasia till kejsarinna vid en offentlig ceremoni. Sophia behöll dock en egen avdelning av kejsarpalatset. Konstantia och hennes syster hämtades då till palatset. År 582 insjuknade Konstantinas far Tiberios. Sophia blev ombedd att välja en ny kejsare och utsåg Maurikios, som hon enligt uppgift planerade att gifta sig med. Den döende Tiberios hindrade Sophia att sig med hans efterträdare genom att trolova Konstantina med Maurikios och Charito med Germanus. Det föreslås att dubbelbröllopet var ett sätt för Tiberios att utse medkejsare. Tiberios förklarade Maurikios för sin arvinge 13 augusti och avled dagen därpå.

### Kejsarinna
Konstantina gifte sig med Maurikios under hösten 582 och fick titeln kejsarinna, samtidigt som både hennes mor och Sophia fick behålla samma titel; alla tre kejsarinnor fick också bo i kejsarpalatset. Konstantina kom bättre överens med Sophia än hennes mor. Tillsammans med Sophia gav hon Maurikios en dyrbar krona i present påsken 601. Maurikios hängde upp kronan i Hagia Sofia som ett offer till kyrkan, vilket togs som en förolämpning av givarna och orsakade en konflikt mellan Konstantina och Maurikios. Paret fick fem söner och tre döttrar. Den 22 november 602 lämnade kejsarfamiljen staden på ett krigsfartyg då hungerupplopp bröt ut på gatorna samtidigt som gröna kappkörningsklubben hade vänt sig mot dem och en upprorsarmé ledd av Fokas anlände till staden. Dagen därpå förklarades Fokas för kejsare. Några dagar senare tillfångatogs familjen vid Nicomedia. Den 27 november avrättades alla fem söner inför sin far, innan även han avrättades.

### Senare liv
Konstantina och hennes döttrar sändes 603 till klostret St. Mamas, som drevs av hennes svägerska Theoctista, syster till Maurikios. Konstantina upprätthöll en korrespondens med sin svåger Germanus, i vilken de konspirerade mot Fokas. Konstantinas tjänsteflicka Petronia avslöjade år 605 konspirationen för Fokas, som lät arrestera Konstantina och föra henne till Konstantinopel, där hon förhördes under tortyr. Konstantina avrättades genom halshuggning tillsammans med sina tre döttrar samt Germanus och hans dotter, som också varit Konstantinas svärdotter.